# Giulia Gwinn
Giulia Ronja Gwinn (Ailingeng, 1999. július 2. –) német női válogatott labdarúgó, aki jelenleg a Bayern München játékosa.

## Pályafutása

### Klubcsapatban
A TSG Ailingen, a VfB Friedrichshafen, az FV Ravensburg és az SV Weingarten csapataiban nevelkedett. 2015-ben került az SC Freiburg csapatához. Szeptember 13-án mutatkozott be az első csapatban az 1. FC Köln csapata ellen. December 6-án első bajnoki gólját is megszerezte a Bayer Leverkusen ellen 6–1-re megnyert mérkőzésen. 2017. február 26-án duplázott az MSV Duisburg elleni bajnoki találkozón. 2018. szeptember 8-án a kupában a Vorwärts Spoho Köln ellen 12–-ra megnyert mérkőzésen négy gólt szerzett. 2019 februárjában három éves szerződést írt alá a Bayern München csapatával, a 2018–19-es szezon végén csatlakozott a klubhoz.

### A válogatottban
Részt vett a 2015-ös, a 2016-os és a 2017-es U17-es női labdarúgó-Európa-bajnokságon. Tagja volt 2016-os U17-es női labdarúgó-világbajnokságon rész vevő válogatottnak, 3 gólt szerzett. A 2017-es U19-es női labdarúgó-Európa-bajnokságon 1 gólt szerzett. A 2018-as U20-as női labdarúgó-világbajnokságon is részt vett, a tornán egy gólt jegyzett.
2017. november 24-én mutatkozott be a felnőtt válogatottban Franciaország elleni felkészülési mérkőzésen, Tabea Kemme cseréjeként. 2018. november 28-án első gólját szerezte meg Olaszország ellen. Bekerült a 2019-es női labdarúgó-világbajnokságra utazó keretbe. Június 8-án a csoportkör első mérkőzésen a találkozó egyetlen gólját szerezte meg Kína ellen, a 66. percben Marozsán Dzsenifer szögletét követően kifejelt labdát lőtt a kapuba. Birgit Prinz és Ariane Hingst után a harmadik, 20 éven aluli német játékos, aki felnőtt világbajnoki mérkőzésen gólt szerzett.

## Statisztika

### Klub
2022. október 2-ai állapotnak megfelelően.
| Klub             | Szezon           | Bajnokság | Bajnokság | Kupa  | Kupa  | Nemzetközi | Nemzetközi | Összesen | Összesen |
| Klub             | Szezon           | Mérk.     | Gólok     | Mérk. | Gólok | Mérk.      | Gólok      | Mérk.    | Gólok    |
| ---------------- | ---------------- | --------- | --------- | ----- | ----- | ---------- | ---------- | -------- | -------- |
| SC Freiburg      | 2015–16          | 10        | 2         | 3     | 2     | -          | -          | 13       | 5        |
| SC Freiburg      | 2016–17          | 20        | 5         | 3     | 0     | -          | -          | 23       | 5        |
| SC Freiburg      | 2017–18          | 19        | 7         | 2     | 0     | -          | -          | 21       | 7        |
| SC Freiburg      | 2018–19          | 22        | 8         | 4     | 5     | -          | -          | 26       | 13       |
| SC Freiburg      | Összesen         | 71        | 22        | 12    | 7     | 0          | 0          | 83       | 29       |
| Bayern München   | 2019–20          | 14        | 1         | 0     | 0     | 3          | 0          | 17       | 1        |
| Bayern München   | 2020–21          | 2         | 0         | 0     | 0     | 0          | 0          | 2        | 0        |
| Bayern München   | 2021–22          | 20        | 5         | 4     | 1     | 7          | 1          | 31       | 7        |
| Bayern München   | 2022–23          | 3         | 1         | 1     | 1     | 2          | 0          | 6        | 2        |
| Bayern München   | Összesen         | 39        | 7         | 5     | 2     | 12         | 1          | 56       | 10       |
| Karrier összesen | Karrier összesen | 110       | 29        | 17    | 9     | 12         | 1          | 139      | 39       |

### Válogatott góljai
| #  | Időpont            | Helyszín               | Ellenfél    | Gólok | Eredmény | Kiírás                                           |
| -- | ------------------ | ---------------------- | ----------- | ----- | -------- | ------------------------------------------------ |
| 1. | 2018. november 10. | Osnabrück, Németország | Olaszország | 3–2   | 5–2      | Barátságos mérkőzés                              |
| 2. | 2019. június 8.    | Rennes, Franciaország  | Kína        | 1–0   | 1–0      | 2019-es női labdarúgó-világbajnokság             |
| 3. | 2019. október 5.   | Aachen, Németország    | Ukrajna     | 2–0   | 8–0      | 2021-es női labdarúgó-Európa-bajnokság selejtező |

## Sikerei, díjai

### Klubcsapatokban
Német bajnok (2):
- Bayern München (2): 2020–2021, 2022–23

### A válogatottban
Németország
- Európa-bajnoki ezüstérmes: 2022
- U17-es női Európa-bajnoki aranyérmes: 2016